# Tollwut (Band)
Tollwut war eine 1976 in München (unter dem Namen The Dirty Rats) gegründete Punk-Band.

## Geschichte
Die Band nahm ab Herbst 1976 zunächst unter dem Namen The Spiders und The Hard Rose mehrere Tonträger mit experimenteller Musik auf, die als Kassetten in Kleinauflage veröffentlicht wurden. Ab 1978 spielten sie Punk-Rock mit englischen Texten. 1979 in Tollwut umbenannt, spielte die Band eine Reihe von Auftritten in Clubs, Kellern, besetzten Häusern, autonomen Zentren und auf Festivals. 1982 lösten sich Tollwut offiziell auf, benannten sich tatsächlich aber in The Comics um und veröffentlichten unter diesem Namen von 1983 bis 1993 neun Alben mit zunächst deutschen, ab 1986 englischen Texten. 1997 taten sie sich zu Ehren ihres verstorbenen Freundes Simon „Siebzig“ Buchberger (ehem. Sänger der Münchner Punk-Band Scum) noch einmal zusammen, nahmen zwei Songs auf und hatten erneut einen Auftritt. 2011 gab es eine Live-Reunion im Münchner Theatron mit Mitgliedern diverser Besetzungen aus den 80er und 90er Jahren.
Die Band schrieb auch Songs über die politische Aktionsgruppe Freizeit 81, die wie Tollwut aus der Münchner Szene stammte. 1997 erschien ein Sampler zur frühen Münchner Punk-Musik unter dem Titel Freizeit ’81. EP’s aus München. Die Mutter aller Sampler!.
Der ehemalige Tollwut-Frontmann Michael Sailer spielte auch bei Marionetz, Dead City Radio sowie Rivolta und V2-Schneider.

## Diskografie
Die erste Veröffentlichung der Band erfolgte 1980 mit drei Beiträgen auf dem ersten Münchner Punk-Sampler.
- Tollwut / Beerdigung (1981, Split-LP mit der Band Beerdigung)[7]
- Alarm (1981, EP)[8]
- Tick, Trick und Track räumen auf (1982, MC)[9]
- verschiedene Samplerbeiträge
- Amok (Mai 2000)[10]